# Tatabánya
Tatabánya (ˈtɒtɒbaːɲɒ) és una ciutat de 70.003 habitants al nord-oest d'Hongria. És la capital del comtat de Komárom-Esztergom.

## Situació
La ciutat està situada en una vall, a uns 55 km de Budapest. Gràcies a la seva ubicació, la ciutat és un nus ferroviari i una bona connexió per carretera. L'autopista M1 (E60, E75) de Viena a Budapest passa vora la ciutat, així com la línia de tren que uneix aquestes dues ciutats.

## Cultura i esports

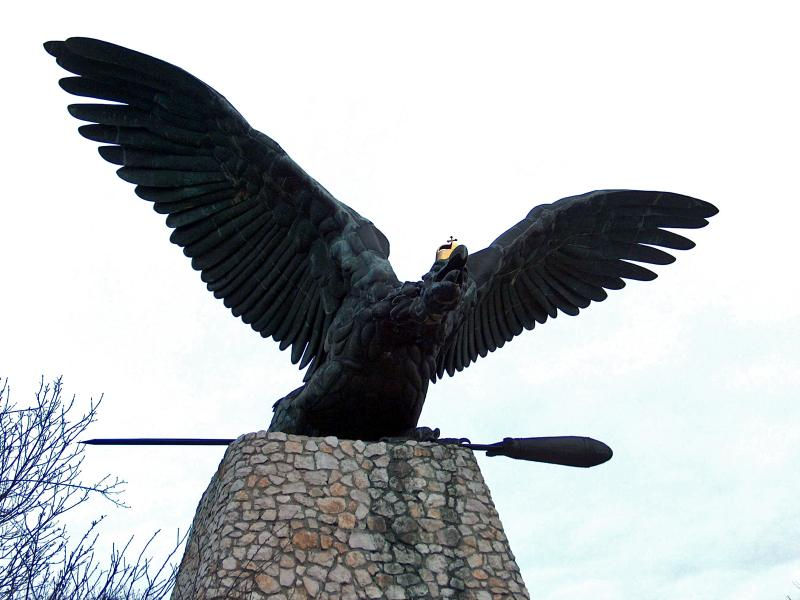
El monument que s'alça sobre la ciutat des de la muntanya Gerecse

La institució cultural més important és el teatre Mari Jászai, però la ciutat té moltes altres infraestructures culturals, com ara museus, biblioteques...
Tatabánya té un equip de futbol anomenat TBSC, fundat el 1910. També hi ha un equip d'handbol, el Tatabánya Carbonex KC.